# П. Балачандран
Падманабхан Балачандран Наир (малаял. പദ്മനാഭൻ ബാലചന്ദ്രൻ നായർ; 2 февраля 1952, Састхамкотта, Траванкор-Кочин — 5 апреля 2021, Ваиком, Керала) — индийский драматург, сценарист и актёр.

## Биография
Родился 2 февраля 1952 года в деревне Састхамкотта округа Коллам в семье Падманабхи Пиллаи и Сарасвати Бхаи.
Начал писать во время учебы в школе и сочинил свою первую пьесу во время учебы в колледже. Поступил в школу драмы в Триссуре, а затем исследовал возможности театра под руководством известного драматурга Г. Шанкара Пиллая. Был преподавателем в Школе литературы Университета Махатмы Ганди, а также некоторое время работал учителем в Школе драмы.
Ещё до начала работы в кино Балачандран был известен своим вкладом в малаяламский театр. В 1989 году он получил премию Литературной академии Кералы как лучший драматург за пьесу «Paavam Usmaan» и профессиональную театральную премию Кералы за «Prathiroopangal».
Свою актерскую карьеру он начал в качестве статиста в фильме Ричарда Аттенборо 1982 года «Ганди».
Первую полноценную роль он сыграл в 1995 году в фильме Agnidevan.
Как актёр Балачандран появился более чем в 40 фильмах и был известен своей ролью в Trivandrum Lodge (2012). Другие фильмы, в которых он снялся: Beautiful (2011), Hotel California (2013), Immanuel (2013), Nadan (2013), Charlie (2015), Kammattipadam (2016), Sakhavu (2017), Athiran (2019). Последний раз он появился на экране в политическом триллере One.
Его первой работой в кино как сценариста стал фильм Uncle Bun (1991) с Моханлалом в главной роли, для которого он написал диалоги. Его навыки сценариста стали популярны благодаря фильму 1991 года Ulladakkam. Фильм Punaradhivasam, сценарий к которому был написан им в 2000 году, получил несколько наград в том числе кинопремию штата за лучший сюжет. В число других его известных работ входят Pavithram, Thacholi Varghese Chekavar и Kammattipadam.
Драматический боевик Edakkad Battalion 06 (2019) стал его последней работой как сценариста.
Как режиссёр он снял фильм Ivan Megharoopan, основанный на биографии поэта П. Кунхирамана Наира.
Балачандран скончался 5 апреля 2021 года в своем доме в Ваикоме штат Керала.
У него остались жена Шрилатха и дети Шрикант Чандран и Парвати Чандран.